# Moški, Ženska, Divjina
Moški, Ženska, Divjina (angleško: Man, Woman, Wild) je resničnostna serija na kabelski televiziji, ki je bila prvič predvajana na od julija 2010 do januarja 2012. V seriji igra v glavni vlogi nekdanji vojak posebne enote ameriške vojske, Mykel Hawke, ki je bil specialist za preživetje ter njegova žena in televizijska voditeljica Ruth England, ki morata z omejenimi zalogami, za pol tedna preživeti v divjini in neposeljenimi območji. 
Predstava se osredotoči na Hawkeja, ki uči njegovo ženo preživeti z različnimi veščinami, kot je zakuriti ogenj brez pomoči modernih pripomočkov, kot so vžigalice ali vžigalnik, iskanje in ravnanje z vodo, ter jesti ne-tradicionalno obliko hrane, kot so žuželke in divje rastline. Varnostna ekipa je bila vedno pripravljena tekom snemanja in bila celo vključena v snemanje prve sezone, kot v primeru, ko je bila England izmučena in dehidrirana od vročine v mehiški puščavi. 
Serija je trajala dve sezoni. Prva epizoda Moški, Ženska, Divjina je bila predvajana 16. julija 2010 in zadnja 19. januarja 2012. Serije za 3. sezono niso posneli, za kar je Maykel Hawke januarja 2012 obvestil preko Facebook-a. Glede prenehanja snemanja serije je povedal, da je bila predstava v takem formatu pretežka za njih in njihovo družino, zato so se odločili da prenehajo. 
Leta 2014 je par ubodil takšen format na kanalu Travel Channel, v seriji  Izgubljeni preživeli (Lost Survivors).

## Sezona 1
1. 2010-07-16, Amazon
2. 2010-07-23, Bocvana
3. 2010-07-30, Louisiana
4. 2010-08-13, Tasmania[1]
5. 2010-08-20, Mehika
6. 2010-08-27, Utah
7. 2010-09-03, Motukitiu, Aitutaki, Kuharski otoki
8. 2010-09-10, Aljaska, Denali nacionalni park
9. 2010-09-17, Tennessee, Smoky gore.
10. 2010-09-24, Dominika

## Sezona 2
1. 2011-09-02, Izgubljeni v morju (v bližini Bahamov)
2. 2011-09-09, Lusiana ognjena nevihta
3. 2011-09-16, Labirint Amazonske džungle
4. 2011-09-23, Živi pesek in požiralne luknje (Južni Andros[2] na Bahamih)
5. 2011-09-23, Vulkansko uničenje (Montserrat)
6. 2011-09-30, Sporočilo v steklenici (Otoki biserov,[3] Panama)
7. 2011-10-07, Velika puščavska žeja (Anza-Borrego Desert state park[4] v Kaliforniji)
8. 2011-10-14, Srečanje z medvedom  (Blackfeet Nation[5] v Montani)
9. 2011-12-29, Medvedja kuhinja (Aljaska)
10. 2012-01-05, Pupki in korenine (Kentucky)
11. 2012-01-12, Odisejada hrvaške jame, (Hrvaška)
12. 2012-01-19, Škotski Highlands Peril

## Poglej tudi
- Dvojno preživetje
- Mož proti divjini
- Mojstri preživetja
- Preživeli mož